# Breda A.14
Il Breda A.14, citato anche come Breda A14, era un bombardiere notturno trimotore biplano realizzato dall'azienda italiana Società Italiana Ernesto Breda negli anni venti e rimasto allo stadio di prototipo.
Proposto alla Regia Aeronautica fu scartato dopo la valutazione; venne riproposto, senza successo, anche per il mercato civile in una versione demilitarizzata.

## Storia del progetto
Dopo l'insuccesso del modello A.8, la Breda decise di sviluppare un nuovo progetto per un velivolo dello stesso ruolo con caratteristiche migliorate rispetto al precedente, designato Breda A.14.
Il nuovo velivolo venne ricavato per conversione del prototipo Breda A.3, e riproponeva l'impostazione generale caratterizzata dalla configurazione alare biplano-sesquiplana ed unità motrici collocate su gondole interalari, avrebbe dovuto, nelle intenzioni dei progettisti, migliorare sensibilmente le mediocri caratteristiche di volo dimostrate dai voli di prova.
Abbandonata la soluzione bimotore venne portato in volo per la prima volta nel 1927, equipaggiato con tre motori Alfa Romeo Jupiter IV da 410 CV ciascuno, azionanti elcihe bipala lignee. I propulsori erano installati due in gondole interalari ed uno collocato all'apice anteriore della fusoliera.
L'aereo completò le prove di valutazione a Montecelio, ma non ottenne alcun ordine di produzione. Benché le prestazioni generali risultarono migliorate la commissione esaminatrice della Regia Aeronautica decise di non adottare il velivolo. Per recuperare le spese di progettazione e sviluppo l'A.14 venne modificato per proporlo al mercato del trasporto civile, rimuovendo l'attrezzatura bellica e ricavando all'interno della fusoliera uno scompartimento passeggeri. Tuttavia il disinteresse anche in campo civile determinò l'abbandono di ogni ulteriore sviluppo.

## Utilizzatori
Italia
- Regia Aeronautica (previsto)

### Periodici
- Giorgio Apostolo, Ali Tricolori. Gli Aerei militari italiani 1923-1934, in Storia Militare Dossier, n.8, Parma, Ermanno Albertelli, maggio-giugno 2013,  p. 148.